# Phylloscartes beckeri
El  orejerito de Bahía (Phylloscartes beckeri), es una especie de ave paseriforme de la familia Tyrannidae perteneciente al numeroso género Phylloscartes. Es endémico de una pequeña región en el este de Brasil.

## Distribución y hábitat
Se distribuye por el sureste del Estado de Bahía.
En la actualidad, esta especie es considerada muy rara y local en sus hábitats naturales: el dosel y los bordes de bosques montanos, principalmente entre los 700 y los 1000 m de altitud.

## Estado de conservación
El orejerito de Bahía ha sido calificado como amenazado de extinción por la Unión Internacional para la Conservación de la Naturaleza (IUCN) debido a que su pequeña zona de distribución está severamente fragmentada (encontrado en apenas siete localidades) y su población, estimada entre 2500 y 10 000 individuos maduros, se presume estar en decadencia y puede ser extinta en un futuro próximo si no se toman acciones de conservación inmediatamente.

## Sistemática

### Descripción original
La especie P. beckeri fue descrita por primera vez por los ornitólogo brasileños Luiz Pedreira Gonzaga y José Fernando Pacheco en 1995 bajo el mismo nombre científico; su localidad tipo es: «7 km sureste de Boa Nova, 14°23'20"S 40°08"46"W, sur de Bahía, Brasil». El holotipo, un macho colectado el 6 de septiembre de 1992, se encuentra depositado en el Museo de Zoología de la Universidad de São Paulo bajo el número MZUSP 73706.

### Etimología
El nombre genérico masculino «Phylloscartes» se compone de las palabras del griego «phullon» que sinifica ‘hoja’, y «skairō» que significa ‘saltar, bailar’; y el nombre de la especie «beckeri» conmemora al entomólogo brasileño Johann Becker (fl. 1995).

### Taxonomía
Es monotípica.